# Quatre Bornes

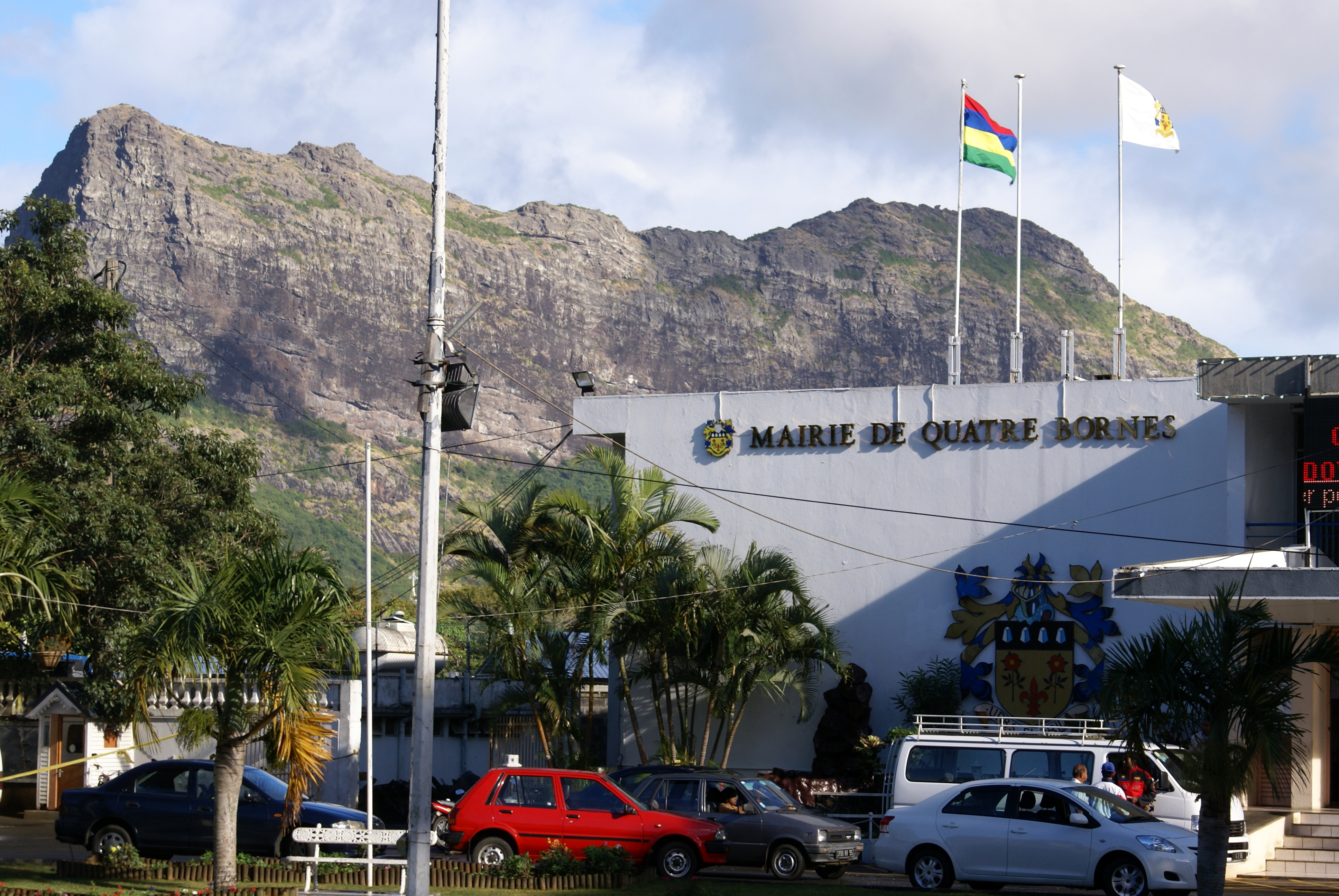
Câmara Municipal de Quatre Bornes (Maurícia).

Quatre Bornes é uma vila da Maurícia, localizada no distito de Plaines Wilhems. A cidade tem uma população de 75.967 habitantes. Está localizada ao sul de Port Louis, na parte centro-leste da ilha.